# 진해여자고등학교
진해여자고등학교(鎭海女子高等學校)는 대한민국 경상남도 창원시 진해구 여좌동에 있는 공립 고등학교이다.

## 학교 연혁
- 1922년 11월 29일 : 진해공립고등여학교 설립 인가
- 1923년 4월 11일 : 4년제 4학급(정원 200명)으로 개교
- 1923년 10월 17일 : 신축교사 준공(북가 549번지)
- 1930년 9월 16일 : 기숙사 준공(10.26 개사)
- 1937년 3월 31일 : 8학급 인가(정원 400명)
- 1939년 2월 18일 : 신축교사 및 강당 준공(북가 528번지)
- 1939년 2월 28일 : 기숙사 증축 및 간이풀(7레인) 준공
- 1945년 3월 25일 : 제20회 졸업(졸업생 1,088명)
- 1945년 9월 30일 : 진해학교조합으로부터 학교 재산 인수
- 1945년 10월 1일 : 재개교(구 진해만요새사령부 가교사 이용)
- 1946년 9월 1일 : 진해공립여자중학교로 개편(6년제 12학급)
- 1951년 8월 31일 : 진해여자고등학교(3년제)로 교명 변경
- 1999년 2월 2일 : 본관 및 후관 증축
- 2003년 4월 15일 : 신관 증축
- 2017년 3월 6일 : 급식소 신축
- 2022년 9월 1일 : 제31대 김갑진 교장 부임
- 2022년 12월 30일 : 제95회 졸업식(졸업생 누계 24,953명)

## 참고 자료
- 진해여자고등학교 - 한국교육학술정보원 학교알리미